# Campeonato Europeo de Piragüismo en Aguas Tranquilas de 2004
El VI Campeonato Europeo de Piragüismo en Aguas Tranquilas se celebró en Poznań (Polonia) entre el 21 y el 23 de mayo de 2004 bajo la organización de la Asociación Europea de Piragüismo (ECA) y la Federación Polaca de Piragüismo.
Las competiciones se realizaron en las aguas del lago Malta, al este de la ciudad polaca.

## Medallistas

### Masculino
| Evento    | Oro                                                                                     | Plata | Bronce |
| --------- | --------------------------------------------------------------------------------------- | --- | --- |
| K1 200 m  | Ronald Rauhe · Alemania · 36,099 s                                                      | Alvydas Duonėla · Lituania · 36,195 s                                                                           | Tomasz Mendelski · Polonia · 36,897 s                                                                             |
| K2 200 m  | Alvydas Duonėla · Egidijus Balčiūnas · Lituania · 33,626                                | Stefan Shevchuk · Serguei Jovanski · Rusia · 34,166                                                             | Gergely Gyertyános · Balázs Babella · Hungría · 34,328                                                            |
| K4 200 m  | Viktor Kadler · István Beé · Balázs Babella · Gergely Boros · Hungría · 31,414          | Manuel Muñoz Arestoy · Jaime Acuña Iglesias · Oier Aizpurua Aranzadi · Aike González Comesaña · España · 31,726 | Roman Zarubin · Alexandr Ivanik · Oleg Chertov · Anatoli Golikov · Rusia · 32,002                                 |
| K1 500 m  | Ákos Vereckei · Hungría · 1:41,380                                                      | Ian Wynne Reino Unido 1:41,884                                                                                  | Carlos Pérez Rial · España · 1:41,974                                                                             |
| K2 500 m  | Ronald Rauhe · Tim Wieskötter · Alemania · 1:31,268                                     | Alvydas Duonėla · Egidijus Balčiūnas · Lituania · 1:31,886                                                      | Anatoli Tishchenko · Vladimir Grushijin · Rusia · 1:32,864                                                        |
| K4 500 m  | Zoltán Benkő · István Beé · Gábor Kucsera · Roland Kökény · Hungría · 1:23,732          | Raman Piatrushenka · Aliaxei Abalmasau · Dziamian Turchyn · Vadzim Majneu · Bielorrusia · 1:24,092              | Stefan Shevchuk · Serguei Jovanski · Oleg Chertov · Andrei Tissin · Rusia · 1:25,526                              |
| K1 1000 m | Eirik Verås Larsen · Noruega · 3:30,532                                                 | Tim Brabants Reino Unido 3:32,542                                                                               | Jovino González Comesaña · España · 3:32,980                                                                      |
| K2 1000 m | Eirik Verås Larsen · Nils Olav Fjeldheim · Noruega · 3:11,521                           | Javier Hernanz Agüería · Pablo Enrique Baños Yerga · España · 3:12,655                                          | Ian Wynne Paul Darby-Dowman Reino Unido 3:13,321                                                                  |
| K4 1000 m | Zoltán Kammerer · Botond Storcz · Ákos Vereckei · Gábor Horváth · Hungría · 2:52,719    | Andreas Gjersøe · Mattis Næss · Alexander Wefald · Jacob Norenberg · Noruega · 2:55,383                         | Tomasz Mendelski · Dariusz Białkowski · Rafał Głażewski · Paweł Baumann · Polonia · 2:56,481                      |
| C1 200 m  | Maxim Opalev · Rusia · 40,008                                                           | Andreas Dittmer · Alemania · 41,028                                                                             | Martin Doktor · República Checa · 41,070                                                                          |
| C2 200 m  | Petr Fuksa · Petr Netušil · República Checa · 38,993                                    | Attila Bozsik · Gergely Kovács · Hungría · 39,101                                                               | Paweł Baraszkiewicz · Daniel Jędraszko · Polonia · 39,107                                                         |
| C4 200 m  | Jan Břečka · Petr Fuksa · Petr Netušil · Karel Kožíšek · República Checa · 35,254       | Yevgueni Ignatov · Dmitri Sergueyev · Roman Krugliakov · Alexei Volkonski · Rusia · 35,674                      | Sándor Malomsoki · László Vasali · Gergely Kovács · Béla Belicza · Hungría · 35,710                               |
| C1 500 m  | Maxim Opalev · Rusia · 1:52,442                                                         | Andreas Dittmer · Alemania · 1:53,258                                                                           | David Cal Figueroa · España · 1:53,354                                                                            |
| C2 500 m  | György Kozmann · György Kolonics · Hungría · 1:43,371                                   | Paweł Baraszkiewicz · Daniel Jędraszko · Polonia · 1:44,073                                                     | Silviu Simioncencu · Florin Popescu · Rumania · 1:44,415                                                          |
| C4 500 m  | Iosif Anisim · Petre Condrat · Silviu Simioncencu · Florin Popescu · Rumania · 1:36,106 | Yevgueni Ignatov · Dmitri Sergueyev · Roman Krugliakov · Alexei Volkonski · Rusia · 1:36,796                    | Aliaxandr Kurliandchyk · Aliaxandr Zhukouski · Siamion Sapanenka · Aliaxandr Bahdanovich · Bielorrusia · 1:37,012 |
| C1 1000 m | Andreas Dittmer · Alemania · 3:53,821                                                   | David Cal Figueroa · España · 3:55,471                                                                          | Martin Doktor · República Checa · 3:55,495                                                                        |
| C2 1000 m | Łukasz Woszczyński · Michał Śliwiński · Polonia · 3:34,239                              | Alexandr Kovaliov · Alexandr Kostoglod · Rusia · 3:35,277                                                       | Stefan Uteß · Thomas Lück · Alemania · 3:35,805                                                                   |
| C4 1000 m | Csaba Hüttner · Gábor Fürdök · Imre Pulai · Ferenc Novák · Hungría · 3:19,595           | Mitică Pricop · Andrei Cuculici · Iosif Chirilă · Petre Condrat · Rumania · 3:20,771                            | Aliaxandr Kurliandchyk · Aliaxandr Zhukouski · Siamion Sapanenka · Aliaxandr Bahdanovich · Bielorrusia · 3:20,843 |

### Femenino
| Evento    | Oro | Plata                                                                                                 | Bronce |
| --------- | --- | --- | --- |
| K1 200 m  | María Teresa Portela · España · 41,748 s                                                                 | Aneta Pastuszka · Polonia · 43,116 s                                                                  | Tímea Paksy · Hungría · 43,290 s                                                                           |
| K2 200 m  | Beatriz Manchón Portillo · María Teresa Portela · España · 39,175                                        | Tímea Paksy · Melinda Patyi · Hungría · 39,433                                                        | Birgit Fischer · Carolin Leonhardt · Alemania · 39,985                                                     |
| K4 200 m  | María Isabel García · Jana Šmidáková · Beatriz Manchón Portillo · María Teresa Portela · España · 35,170 | Katalin Kovács · Szilvia Szabó · Erzsébet Viski · Kinga Bóta · Hungría · 35,596                       | Svetlana Kudinova · Tatiana Andreyeva · Tatiana Tishchenko · Galina Poryvayeva · Rusia · 37,030            |
| K1 500 m  | Natasa Janics · Hungría · 1:54,099                                                                       | Petra Santy · Bélgica · 1:55,107                                                                      | Maike Nollen · Alemania · 1:56,181                                                                         |
| K2 500 m  | Tímea Paksy · Dalma Benedek · Hungría · 1:44,926                                                         | Birgit Fischer · Carolin Leonhardt · Alemania · 1:45,790                                              | Beatriz Manchón Portillo · María Teresa Portela · España · 1:45,874                                        |
| K4 500 m  | Hanna Balabanova · Olena Cherevatova · Inna Osypenko-Radomska · Tetiana Semykina · Ucrania · 1:33,542    | Katalin Kovács · Szilvia Szabó · Erzsébet Viski · Kinga Bóta · Hungría · 1:33,620                     | María Isabel García · Jana Šmidáková · Beatriz Manchón Portillo · María Teresa Portela · España · 1:35,276 |
| K1 1000 m | Katalin Kovács · Hungría · 3:55,095                                                                      | Beata Mikołajczyk · Polonia · 3:55,460                                                                | Ellen Fevang · Noruega · 4:04,503                                                                          |
| K2 1000 m | Szilvia Szabó · Kinga Bóta · Hungría · 3:38,842                                                          | Dorota Kuczkowska · Iwona Pyżalska · Polonia · 3:41,188                                               | Bonka Pindzheva Deliana Dacheva Bulgaria 3:44,788                                                          |
| K4 1000 m | Florica Vulpeș · Lidia Talpă · Mariana Ciobanu · Alina Ciurescu · Rumania · 3:23,363                     | Svetlana Kudinova · Tatiana Andreyeva · Tatiana Tishchenko · Anastasiya Sergueyeva · Rusia · 3:24,845 | Kinga Dékány · Berenike Faldum · Linda Benedek · Katalin Móni · Hungría · 3:26,993                         |

## Medallero
| Núm. | País            | Oro | Plata | Bronce | Total |
| ---- | --------------- | --- | ----- | ------ | ----- |
| 1    | Hungría         | 10  | 4     | 4      | 18    |
| 2    | España          | 3   | 3     | 5      | 11    |
| 3    | Alemania        | 3   | 3     | 3      | 9     |
| 4    | Rusia           | 2   | 5     | 4      | 11    |
| 5    | Noruega         | 2   | 1     | 1      | 4     |
| 5    | Rumania         | 2   | 1     | 1      | 4     |
| 7    | República Checa | 2   | 0     | 2      | 4     |
| 8    | Polonia         | 1   | 4     | 3      | 8     |
| 9    | Lituania        | 1   | 2     | 0      | 3     |
| 10   | Ucrania         | 1   | 0     | 0      | 1     |
| 11   | Reino Unido     | 0   | 2     | 1      | 3     |
| 12   | Bielorrusia     | 0   | 1     | 2      | 3     |
| 13   | Bélgica         | 0   | 1     | 0      | 1     |
| 14   | Bulgaria        | 0   | 0     | 1      | 1     |
|      | TOTAL           | 27  | 27    | 27     | 81    |